# Anthurium nigrescens
Anthurium nigrescens är en kallaväxtart som beskrevs av Adolf Engler. Anthurium nigrescens ingår i släktet Anthurium och familjen kallaväxter. Inga underarter finns listade.